# Симуконда, Амбвене
Амбвене (Эмбер) Симуконда (англ. Ambwene (Amber) Simukonda; род. 23 марта 1984, Блантайр) — малавийская легкоатлетка, специалистка по бегу на короткие дистанции. Выступала на профессиональном уровне в 2009—2014 годах, призёрка ряда крупных международных стартов, действующая рекордсменка Малави в беге на 200 и 400 метров в помещении, участница летних Олимпийских игр в Лондоне.

## Биография
Амбвене Симуконда родилась 23 марта 1984 года в городе Блантайр, Малави. Занималась лёгкой атлетикой в Лондоне, проходила подготовку в клубе Thames Valley Harriers.
С 2009 года успешно выступала на различных крупных стартах в Великобритании, становилась призёркой и победительницей ряда крупных региональных турниров, преимущественно в беге на 200 и 400 метров.
В 2011 году вошла в состав малавийской сборной и выступила на чемпионате мира в Тэгу — в зачёте бега на 400 метров с результатом 54,81 не смогла преодолеть предварительный квалификационный этап.
В 2012 году отметилась выступлением в 400-метровой дисциплине на чемпионате мира в помещении в Стамбуле. В этом сезоне находилась в наилучшей форме и установила свои личные рекорды в нескольких спринтерских дисциплинах, в том числе ныне действующие национальные рекорды Малави на дистанциях 200 и 400 метров в помещении — 24,93 и 54,82 соответственно. Благодаря череде успешных выступлений удостоилась права защищать честь страны на летних Олимпийских играх в Лондоне — на предварительном квалификационном этапе 400 метров показала время 54,20, чего оказалось недостаточно для выхода в полуфинальную стадию соревнований.
В 2013 и 2014 годах Симуконда ещё участвовала в нескольких коммерческих стартах в Англии, но без особого успеха.